# Arms
"Arms" é uma canção gravada pela cantora-compositora estadunidense Christina Perri para seu álbum de estreia, Lovestrong (2011). Foi escrita somente por Perri e lançada em 15 de março de 2011 através da Atlantic Records. A canção estreou na tabela musical Billboard Hot 100 na posição 94 e falhou ao tentar uma posição mais alta. O vídeo musical para a canção foi lançado 28 de abril no VH1.

## Composição
"Arms" foi composta por Perri e teve arranjos musicais adicionais por J. Barrera.

## Desempenho nas tabelas musicais

### Posições
| Tabela musical (2011)               | Melhor posição |
| ----------------------------------- | -------------- |
| Israel (Media Forest)               | 9              |
| Estados Unidos (Billboard Hot 100)  | 94             |
| Estados Unidos (Adult Contemporary) | 29             |
| Estados Unidos (Adult Top 40)       | 13             |